# Gustav Berg
Lars Gustav Berg, född 20 juni 1986 i Karlskrona, är en svensk skådespelare.

## Biografi
Berg, som är uppvuxen i Karlshamn, gick Teaterhögskolan i Malmö 2007–2010 och medverkade bland annat i Staffan Göthes uppsättning av Eugene O'Neills Lång dags färd mot natt 2010. Lovord fick han för huvudrollen som den beteendestörde Christopher Boone i dramatiseringen av Den besynnerliga händelsen med hunden om natten på Helsingborgs stadsteater. För sin rolltolkning tilldelades han 2015 Teaterförbundets teaterstipendium till Fritiof Billquists minne.
Säsongen 2016/2017 spelade han rollen som Nathan Borck mot Eva Rydberg i Christian Tomners uppsättning av Hjalmar Bergmans Farmor och vår Herre, på Helsingborgs stadsteater.
Gustav Berg tillhör Helsingborgs stadsteaters fasta ensemble. Han har även gästat Dramaten och Riksteatern, samt stadsteatrarna i Uppsala och Borås.
2022 tilldelades han Svenska Akademiens Carl Åkermarks stipendium. 2010 tilldelades han Lars Passgård-stipendiet.

## Filmografi
- 2008 – Vi hade i alla fall tur med vädret - igen
- 2014 – Gentlemen
- 2016 – Gentlemen & Gangsters (TV-serie)
- 2019 – Gösta (TV-serie)
- 2025 – Ett ärligt liv

## Teater

### Roller (ej komplett)
| År   | Roll                       | Produktion | Regi               | Teater                                         |
| ---- | -------------------------- | --- | ------------------ | ---------------------------------------------- |
| 2009 | Bernard                    | En handelsresandes död (Death of a Salesman) Arthur Miller                                                      | Göran Stangertz    | Borås stadsteater                              |
| 2010 |                            | Lång dags färd mot natt (Long Day's Journey into Night) Eugene O'Neill                                          | Staffan Göthe      | Bryggeriteatern                                |
| 2010 | Jimmy Bolin                | Kändisfeber (Celebrity) Peter Quilter                                                                           | Gunilla Orvelius   | Västerbottensteatern                           |
| 2012 | Adam                       | Tresteg Stefan Johansson                                                                                        | Hilde Brinchmann   | Regionteatern Blekinge Kronoberg / Riksteatern |
| 2012 | Advokaten                  | Skandal (Kranes konditori) Cora Sandel                                                                          | Anna Sjövall       | Borås stadsteater                              |
| 2012 |                            | Wasteland Emma Broström                                                                                         | Anna Sjövall       | Regionteatern Blekinge Kronoberg               |
| 2013 | Kloker                     | Snövit och sju miffon Gunilla Boëthius                                                                          | Dan Kandell        | Borås stadsteater                              |
| 2015 | Christopher Boone          | Den besynnerliga händelsen med hunden om natten (The Curious Incident of the Dog in the Night-time) Mark Haddon | Moqi Simon Trolin  | Helsingborgs stadsteater                       |
| 2015 | Rysiek                     | Vår klass (Nasza klasa) Tadeusz Słobodzianek                                                                    | Anja Suša          | Helsingborgs stadsteater                       |
| 2016 | Richard Hannay             | De 39 stegen (The 39 Steps) Patrick Barlow, Simon Corble och Nobby Dimon                                        | Lars G. Svensson   | Borås stadsteater                              |
| 2016 | Nathan Borck               | Farmor och vår Herre Hjalmar Bergman                                                                            | Christian Tomner   | Helsingborgs stadsteater                       |
| 2017 | Romeo                      | Romeo och Julia (The Tragedy of Romeo and Juliet) William Shakespeare                                           | Peter Oskarson     | Helsingborgs stadsteater                       |
| 2018 | Leif                       | Anna och Mats bor inte här längre Helena von Zweigbergk                                                         | Christian Tomner   | Helsingborgs stadsteater                       |
| 2018 | Axel                       | Idioterna (Idioterne) Lars von Trier                                                                            | Anja Suša          | Helsingborgs stadsteater                       |
| 2018 |                            | Drottningens juvelsmycke Carl Jonas Love Almqvist                                                               | Örjan Andersson    | Helsingborgs stadsteater                       |
| 2018 |                            | En julsaga (A Christmas Carol in Prose) Charles Dickens                                                         | Viktor Tjerneld    | Helsingborgs stadsteater                       |
| 2019 |                            | Woyzeck Georg Büchner                                                                                           | Erik Holmström     | Helsingborgs stadsteater                       |
| 2020 |                            | Mig nära Arne Lygre                                                                                             | Carl Johan Karlson | Helsingborgs stadsteater                       |
| 2020 | Nick                       | Vem är rädd för Virginia Woolf? (Who's Afraid of Virginia Woolf?) Edward Albee                                  | Eva Dahlman        | Helsingborgs stadsteater                       |
| 2020 | Understudy                 | Evigt ung (Ewig jung) Erik Gedeon                                                                               | Adde Malmberg      | Helsingborgs stadsteater                       |
| 2021 | Väktaren                   | Antigone (Ἀντιγόνη) Sofokles                                                                                    | Örjan Andersson    | Helsingborgs stadsteater                       |
| 2022 | Manfred Lind/Osvald Alving | Gengångare (Gengangere) Hanna Nygren fritt efter Henrik Ibsen                                                   | Helle Rossing      | Helsingborgs stadsteater                       |
| 2022 | Andrea Sarti               | Galileis liv (Leben des Galilei) Bertolt Brecht och Margarete Steffin                                           | Carolina Frände    | Dramaten                                       |
| 2024 | Toby                       | Arv (The Inheritance) Matthew Lopez                                                                             | Carl Johan Karlson | Dramaten                                       |
| 2025 | Paul                       | Hinkemann Ernst Toller                                                                                          | Anja Suša          | Dramaten                                       |